# Michael Oher
Michael Jerome Oher (né Williams Jr.; født 28. maj 1986) er en tidligere amerikansk fodboldtackle , der spillede i National Football League (NFL) i otte sæsoner. Han spillede college-fodbold på University of Mississippi, hvor han opnåede enstemmige All-American-æresbevisninger som senior, og blev udvalgt af Baltimore Ravens i første runde af 2009 NFL Draft. Oher tilbragte sine første fem sæsoner med Ravens og var medlem af holdet, der vandt Super Bowl XLVII. Han spillede senere en sæson for Tennessee Titans, og sine sidste to sæsoner for Carolina Panthers.
Ohers liv gennem hans sidste år på gymnasiet og første år på college er et af emnerne i Michael Lewis ' bog fra 2006, The Blind Side: Evolution of a Game, og blev dramatiseret i filmatiseringen fra 2009.